# Menophra petrificaria
Menophra petrificaria är en fjärilsart som beskrevs av Philogène Auguste Joseph Duponchel 1829. Menophra petrificaria ingår i släktet Menophra och familjen mätare. Inga underarter finns listade i Catalogue of Life.